# Elaphoglossum leucolepis
Elaphoglossum leucolepis là một loài thực vật có mạch trong họ Lomariopsidaceae. Loài này được (Baker) Krajina ex Tardieu mô tả khoa học đầu tiên năm 1960.